# Feliks Antoni Krzan
Feliks Antoni Krzan (ur. 1920 w Kowlu, zm. 6 listopada 2013) – lekarz weterynarz z tytułem doktora, uczestnik walk na froncie zachodnim podczas II wojny światowej, działacz polonijny i kombatancki w Stanach Zjednoczonych.

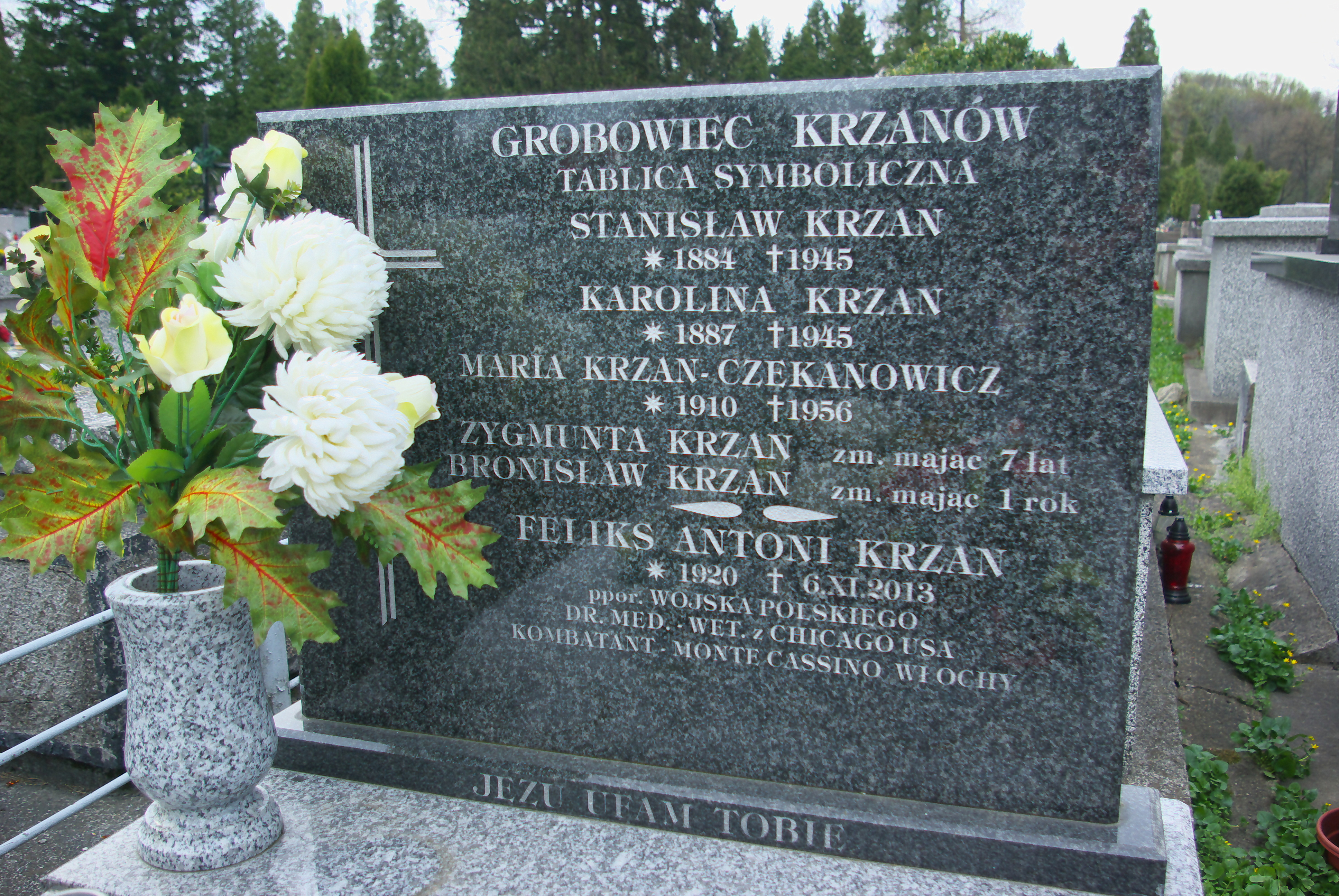
Tablica na grobowcu rodziny Krzanów w Sanoku

## Życiorys
Urodził się w 1920. Był synem pochodzącej z Sanoka Karoliny z domu Piotrowskiej (ur. 1887) i Stanisława (ur. 1884, urzędnik kolejowy). Miał rodzeństwo: Marię (1910-1956, po mężu Czekanowicz) oraz zmarłych w dzieciństwie Bronisława i Zygmuntę. Z uwagi na zmiany miejsc pracy ojca, w okresie II Rzeczypospolitej początkowo zamieszkiwał w różnych miejscowościach na obszarze Polesia. W końcu osiadł wraz z rodziną w Łunińcu.
Po wybuchu II wojny światowej, kampanii wrześniowej i agresji ZSRR na Polskę z 17 września 1939 wraz z ojcem i matką został deportowany przez Sowietów w głąb ZSRR i trafił w okolice Nowosybirska do wyrębu lasu. Na mocy układu Sikorski-Majski z 30 lipca 1941 odzyskał wolność, po czym wstąpił do formowanej Armii Polskiej w ZSRR gen. Władysława Andersa w kwietniu 1942.  Był kanonierem w 7 Pułku Artylerii Konnej. Jego rodzice zmarli w 1945: matka w Uzbekistanie, a ojciec w Rodezji. W 1943 zdał maturę w Szkole Junackiej w Palestynie. Następnie służył w szeregach 2 Korpusu Polskiego. Brał udział w kampanii włoskiej w 1944, w tym bitwie o Monte Cassino, odpowiadając tamże za dowóz amunicji. Po zakończeniu wojny, w 1947 został zdemobilizowany.
We Włoszech ukończył studia weterynaryjne, uzyskując tytuł doktora. W 1950 wyjechał do Stanów Zjednoczonych. Był wykładowcą na Temple University w Filadelfii oraz w University of Wisconsin-Madison, a także pracował w zawodzie weterynarza w Chicago. Od 1957 posiadał obywatelstwo amerykańskie. Do 1985 pracował Departamencie Rolnictwa Stanów Zjednoczonych (USDA) w Chicago, po czym przeszedł na emeryturę.
Udzielał się w działalności polonijnej i kombatanckiej. Był założycielem i prezesem Polskiego Związku Ziem Wschodnich, prezesem Koła 31 Stowarzyszenia Polskich Kombatantów w Stanach Zjednoczonych, Polskiego Komitetu Imigrantów, wiceprezesem Instytutu Dziedzictwa Polskiego w Chicago (ang. Polish Heritage Institute, PHI). Działał w Polish American Immigration and Relief Committee (PAIRC) w Chicago. Jako kombatant został mianowany na stopień podporucznika Wojska Polskiego.
Zamieszkiwał na stałe w Chicago. Od ok. 1993 regularnie przebywał także w Polsce, prowadząc pensjonat „Feliks” w Krynicy. Był żonaty z Marią Kucharską (1942-2009, pochodząca ze Starej Wsi, nauczycielka). Został pochowany w grobowcu rodzinnym na Cmentarzu Centralnym w Sanoku, gdzie symbolicznie zostali upamiętnieni także jego rodzice i troje rodzeństwa.

## Odznaczenia
- Krzyż Oficerski Orderu Odrodzenia Polski (12 listopada 2013, postanowieniem prezydenta RP Bronisława Komorowskiego za wybitne zasługi dla niepodległości Rzeczypospolitej Polskiej, za działalność społeczną i kombatancką)[13]
- Krzyż Kawalerski Orderu Odrodzenia Polski (1 czerwca 1994, postanowieniem prezydenta RP Lecha Wałęsy za wybitne zasługi w działalności polonijnej)[14]
- Srebrny Krzyż Zasługi z Mieczami[15]
- Srebrny Krzyż Zasługi (3 maja 1989, zarządzeniem Prezesa Rady Ministrów RP na uchodźstwie Edwarda Szczepanika za zasługi w pracy niepodległościowej i społecznej)[16][17]
- Krzyż Pamiątkowy Monte Cassino[2]
- War Medal 1939–1945[2]
- British Star[2]
- Italy Star[2]
- Odznaka Zasługi (2002, odznaczony przez prezydenta USA George'a W. Busha)[2]